# Sint-Petrus-en-Pauluskerk (Vyšehrad)
Sint-Petrus-en-Pauluskerk (Tsjechisch: Bazilika svatého Petra a Pavla) is een basiliek binnen het historische fort Vyšehrad in Praag, Tsjechië. De basiliek is vooral bekend geworden vanwege het beroemde Vyšehradkerkhof dat zich aan de noord- en oostzijde van het gebouw bevindt. Hier is de laatste rustplaats van vele beroemde Tsjechen zoals: componisten: Bedřich Smetana en Antonín Dvořák; schrijvers: Božena Němcová en Karel Čapek; kunstenaars: Alfons Mucha en Mikoláš Aleš; en de sopraan Ema Destinnová.

## Geschiedenis
In het jaar 1070 stichtte koning Vratislav I een kapittelhuis op de plaats waar tegenwoordig de basiliek staat. De constructie van de kapittelkerk ving ook aan in die periode. Het betrof een drie-gangenkerk met een crypte. Sinds de 11e eeuw werd de kerk ook gebruikt als een begraafplaats voor de Boheemse koningen en hertogen van de Přemysl-lijn. De kerk liep ernstige brandschade op in 1249 maar is hersteld. In 1370 werd de kerk bijna volledig afgebroken en voorzien van drie zijbeuken, met een aantal rechthoekige kapellen lands de zijkanten van de zijbeuken. De kerk werd in 1565 opnieuw gewelfd. Aan het einde van de 16e eeuw werd de kerk uitgebreid met een nieuwe pastorie en aan het begin van de 17e eeuw met een nieuwe consistoriekamer. Van 1723 tot 1729 werd een uitgebreide verbouwing uitgevoerd. De kerk had op dat moment nog geen torens enkel een kleine spits met een bel op het dak. Aan het einde van de 19e eeuw werd besloten dat de kerk een verbouwing moest ondergaan om tot een neogotische stijl te komen. Deze verbouwing heeft geleid tot de huidige constructie van de basiliek. Tussen 1988 en 1994 is het interieur van de kerk gerestaureerd. In 2003 heeft paus Johannes Paulus II de kerk gepromoveerd tot een kleine pauselijke basiliek.

## De verbouwing 1885-1887
De verbouwing vond plaats van 1885 tot 1887 naar de ontwerpen van architect Josef Mocker. Tijdens deze verbouwing kreeg de kerk een nieuwe gevel en twee torens van elk 58 meter hoog. Deze torens zijn verdeeld in vijf verdiepingen waarvan de torenspits de bovenste is, versierd met kruisbloemen. De torens hebben elk, drie smalle spitsramen aan elke zijde op de 3e verdieping en 2 bredere spitsramen op de 4e verdieping. De torenspitsen zijn versierd met hoekpinakels.

## Fresco's

Fresco's in de basiliek van: Sint Notburga; Sint Jeronym; Sint Jenowefa; Sint Vladimir; en Sint Maria Magdalena

.